# St. Petersburg Open 1999 - Qualificazioni singolare
Le qualificazioni del singolare  dello  St. Petersburg Open 1999 sono state un torneo di tennis preliminare per accedere alla fase finale della manifestazione. I vincitori dell'ultimo turno sono entrati di diritto nel tabellone principale. In caso di ritiro di uno o più giocatori aventi diritto a questi sono subentrati i lucky loser, ossia i giocatori che hanno perso nell'ultimo turno ma che avevano una classifica più alta rispetto agli altri partecipanti che avevano comunque perso nel turno finale.
Le qualificazioni del torneo St. Petersburg Open 1999 prevedevano 24 partecipanti di cui 4 sono entrati nel tabellone principale.

## Teste di serie
1. Lars Burgsmüller (ultimo turno)
2. Thomas Larsen (secondo turno)
3. Chris Wilkinson (secondo turno)
4. Fredrik Jonsson (Qualificato)

1. Alexander Shvets (ultimo turno)
2. Igor' Kunicyn (Qualificato)
3. Cyril Saulnier (ultimo turno)
4. Jan Apell (Qualificato)

## Qualificati
1. Jan Apell
2. Igor Kornienko

1. Igor' Kunicyn
2. Fredrik Jonsson

## Tabellone

### Legenda
| - Q = Qualificato - WC = Wild card - LL = Lucky loser | - ALT = Alternate - SE = Special Exempt - PR = Protected Ranking | - w/o = Walkover - r = Ritirato - d = Squalificato |

### Sezione 1
|  | Primo turno      | Primo turno      | Primo turno      | Primo turno | Primo turno |  |  | Secondo turno | Secondo turno    | Secondo turno    | Secondo turno | Secondo turno |   |   | Ultimo turno | Ultimo turno     | Ultimo turno | Ultimo turno | Ultimo turno |  |
|  |                  |                  |                  |             |             |  |  |               |                  |                  |               |               |   |   |              |                  |              |              |              |  |
|  |                  |                  |                  |             |             |  |  |               |                  |                  |               |               |   |   |              |                  |              |              |              |  |
|  |                  |                  |                  |             |             |  |  | 1             | Lars Burgsmüller | Lars Burgsmüller | 6             | 6             |   |   |              |                  |              |              |              |  |
|  | Nikolay Mishin   | Nikolay Mishin   | 6                | 6           | 6           |  |  |               | Nikolay Mishin   | Nikolay Mishin   | 3             | 0             |   |   |              |                  |              |              |              |  |
|  | Sergej Krotjuk   | Sergej Krotjuk   | 7                | 3           | 2           |  |  |               |                  |                  |               |               |   |   | 1            | Lars Burgsmüller | 5            | 7            | 4            |  |
|  | Andrew Kratzmann | Andrew Kratzmann | Andrew Kratzmann | 6           | 6           |  |  |               |                  | 8                | Jan Apell     | 7             | 6 | 6 |              |                  |              |              |              |  |
|  | Stefan Serbailo  | Stefan Serbailo  | Stefan Serbailo  | 4           | 3           |  |  |               | Andrew Kratzmann | 6                | 3             | 2             |   |   |              |                  |              |              |              |  |
|  |                  |                  |                  |             |             |  |  | 8             | Jan Apell        | 3                | 6             | 6             |   |   |              |                  |              |              |              |  |
|  |                  |                  |                  |             |             |  |  |               |                  |                  |               |               |   |   |              |                  |              |              |              |  |

### Sezione 2
|  | Primo turno     | Primo turno     | Primo turno    | Primo turno | Primo turno |  |  | Secondo turno | Secondo turno   | Secondo turno  | Secondo turno  | Secondo turno  |   |   | Ultimo turno | Ultimo turno   | Ultimo turno   | Ultimo turno | Ultimo turno |  |
|  |                 |                 |                |             |             |  |  |               |                 |                |                |                |   |   |              |                |                |              |              |  |
|  |                 |                 |                |             |             |  |  |               |                 |                |                |                |   |   |              |                |                |              |              |  |
|  |                 |                 |                |             |             |  |  | 2             | Thomas Larsen   | Thomas Larsen  | 4              | 3              |   |   |              |                |                |              |              |  |
|  | Igor Kornienko  | Igor Kornienko  | Igor Kornienko | 6           | 6           |  |  |               | Igor Kornienko  | Igor Kornienko | 6              | 6              |   |   |              |                |                |              |              |  |
|  | Andrei Nossov   | Andrei Nossov   | Andrei Nossov  | 3           | 4           |  |  |               |                 |                |                |                |   |   |              | Igor Kornienko | Igor Kornienko | 6            | 7            |  |
|  | Denis Golovanov | Denis Golovanov | 7              | 3           | 6           |  |  |               |                 | 7              | Cyril Saulnier | Cyril Saulnier | 3 | 5 |              |                |                |              |              |  |
|  | Artem Derepasko | Artem Derepasko | 6              | 6           | 4           |  |  |               | Denis Golovanov | 2              | 7              | 6              |   |   |              |                |                |              |              |  |
|  |                 |                 |                |             |             |  |  | 7             | Cyril Saulnier  | 6              | 6              | 7              |   |   |              |                |                |              |              |  |
|  |                 |                 |                |             |             |  |  |               |                 |                |                |                |   |   |              |                |                |              |              |  |

### Sezione 3
|  | Primo turno     | Primo turno     | Primo turno     | Primo turno | Primo turno |  |  | Secondo turno | Secondo turno   | Secondo turno   | Secondo turno | Secondo turno |   |   | Ultimo turno | Ultimo turno   | Ultimo turno   | Ultimo turno | Ultimo turno |  |
|  |                 |                 |                 |             |             |  |  |               |                 |                 |               |               |   |   |              |                |                |              |              |  |
|  |                 |                 |                 |             |             |  |  |               |                 |                 |               |               |   |   |              |                |                |              |              |  |
|  |                 |                 |                 |             |             |  |  | 3             | Chris Wilkinson | Chris Wilkinson | 2             | 4             |   |   |              |                |                |              |              |  |
|  | Danny Sapsford  | Danny Sapsford  | Danny Sapsford  | 6           | 7           |  |  |               | Danny Sapsford  | Danny Sapsford  | 6             | 6             |   |   |              |                |                |              |              |  |
|  | Denis Yakimenko | Denis Yakimenko | Denis Yakimenko | 0           | 5           |  |  |               |                 |                 |               |               |   |   |              | Danny Sapsford | Danny Sapsford | 3            | 6            |  |
|  | Alexei Belov    | Alexei Belov    | Alexei Belov    | 6           | 6           |  |  |               |                 | 6               | Igor' Kunicyn | Igor' Kunicyn | 6 | 7 |              |                |                |              |              |  |
|  | Oleg Ouchakov   | Oleg Ouchakov   | Oleg Ouchakov   | 4           | 2           |  |  |               | Alexei Belov    | Alexei Belov    | 4             | 1             |   |   |              |                |                |              |              |  |
|  |                 |                 |                 |             |             |  |  | 6             | Igor' Kunicyn   | Igor' Kunicyn   | 6             | 6             |   |   |              |                |                |              |              |  |
|  |                 |                 |                 |             |             |  |  |               |                 |                 |               |               |   |   |              |                |                |              |              |  |

### Sezione 4
|  | Primo turno    | Primo turno    | Primo turno    | Primo turno | Primo turno |  |  | Secondo turno | Secondo turno    | Secondo turno    | Secondo turno    | Secondo turno |   |   | Ultimo turno | Ultimo turno    | Ultimo turno | Ultimo turno | Ultimo turno |  |
|  |                |                |                |             |             |  |  |               |                  |                  |                  |               |   |   |              |                 |              |              |              |  |
|  |                |                |                |             |             |  |  |               |                  |                  |                  |               |   |   |              |                 |              |              |              |  |
|  |                |                |                |             |             |  |  | 4             | Fredrik Jonsson  | Fredrik Jonsson  | 6                | 6             |   |   |              |                 |              |              |              |  |
|  | Michail Elgin  | Michail Elgin  | Michail Elgin  | 6           | 6           |  |  |               | Michail Elgin    | Michail Elgin    | 2                | 3             |   |   |              |                 |              |              |              |  |
|  | Ivan Syrov     | Ivan Syrov     | Ivan Syrov     | 4           | 4           |  |  |               |                  |                  |                  |               |   |   | 4            | Fredrik Jonsson | 4            | 6            | 6            |  |
|  | Orest Tereščuk | Orest Tereščuk | Orest Tereščuk | 7           | 6           |  |  |               |                  | 5                | Alexander Shvets | 6             | 1 | 4 |              |                 |              |              |              |  |
|  | Denis Glazov   | Denis Glazov   | Denis Glazov   | 5           | 4           |  |  |               | Orest Tereščuk   | Orest Tereščuk   | 4                | 4             |   |   |              |                 |              |              |              |  |
|  |                |                |                |             |             |  |  | 5             | Alexander Shvets | Alexander Shvets | 6                | 6             |   |   |              |                 |              |              |              |  |
|  |                |                |                |             |             |  |  |               |                  |                  |                  |               |   |   |              |                 |              |              |              |  |